# NCIS: Los Angeles (13.ª temporada)
A décima terceira temporada de NCIS: Los Angeles, uma série dramática processual da polícia americana, originalmente exibida na CBS entre 10 de outubro de 2021 e 22 de maio de 2022.

## Premissa
NCIS: Los Angeles segue uma equipe fictícia de agentes especiais do Escritório de Projetos Especiais do Serviço de Investigação Criminal da Marinha. As estrelas da série Chris O'Donnell, Daniela Ruah, Eric Christian Olsen, Medalion Rahimi, Caleb Castille, Gerald McRaney, e LL Cool J. McRaney foi promovido a regular da série antes da temporada, após as saídas de Barrett Foa e Renée Felice Smith após a temporada anterior. Esta temporada também marca a saída de Linda Hunt do elenco regular.

## Elenco

### Elenco Principal
| Participante | Participante | Participante | Participante | Participante | Participante |
| ------------ | ------------ | ------------ | ------------ | ------------ | ------------ |
|              | Principal    |              | Recorrente   |              | Convidado    |

| Ator/Atriz           | Personagem               | Cargo                                                                                      | Cargo |
| -------------------- | ------------------------ | ------------------------------------------------------------------------------------------ | ----- |
| Chris O'Donnell      | Grisha "G." Callen       | Agente especial do NCIS                                                                    |       |
| Daniela Ruah         | Kensi Blye-Deeks         | Agente Especial do NCIS                                                                    |       |
| Eric Christian Olsen | Marty Deeks              | Agente Especial do NCIS, antes Detetive de Ligação LAPD - NCIS                             |       |
| Medalion Rahimi      | Fatima Namazi            | Agente especial do NCIS                                                                    |       |
| Caleb Castille       | Devin Roundtree          | Agente especial do NCIS                                                                    |       |
| Gerald McRaney       | Hollace Kilbride         | Almirante aposentado e amigo de Henrietta Lange                                            |       |
| LL Cool J            | Sam Hanna                | Agente Especial do NCIS                                                                    |       |
| Linda Hunt           | Henrietta "Hetty" Lange  | Ex-Gerente de Operações do NCIS                                                            |       |
| Peter Cambor         | Nate Getz                | Psicólogo operacional e Agente Especial do NCIS                                            |       |
| Bar Paly             | Anatasia 'Anna' Kolcheck | ex-agente da ATF e namorada de Callen                                                      |       |
| Vyto Ruginis         | Arkady Kolcheck          | Amigo de Callen e pai de Anna                                                              |       |
| Elisabeth Bogush     | Joelle Taylor            | Agente da CIA                                                                              |       |
| Mercedes Masohn      | Talia Del Campo          | Agente da DEA                                                                              |       |
| Jeff Kober           | Harris Keane             | ex-membro da equipe de Hetty durante a Guerra do Vietnã                                    |       |
| Jolene Key           | Denise Morgan            | Agente Especial NCIS                                                                       |       |
| Bill Goldberg        | Lance Hamilton           | Agente do Departamento de Justiça (DoJ)                                                    |       |
| Eric Palladino       | Vostanik Sabatino        | Agente da CIA e Delegado (Marshall) Federal                                                |       |
| Olesya Rulin         | Zasha Gagarin            | ex-espião russo                                                                            |       |
| Sasha Clements       | Katya Miranova           | Espiã russa e nêmesis de Callen, Anna e Joelle                                             |       |
| Duncan Campbell      | Castor                   | Agente Especial NCIS                                                                       |       |
| Briana Marin         | Aliyah de León           | Agente Especial de Supervisão NCIS                                                         |       |
| Richard Gant         | Raymond Hanna            | Coronel reformado e pai de Sam Hanna                                                       |       |
| Natalia Del Riego    | Rosa Reyes               | Imigrante guatemalteca em busca de asilo nos EUA, torna-se filha adoptiva de Deeks e Kensi |       |

## Episódios
| N.º na série | N.º na temp. | Título                      | Dirigido por        | Escrito por                         | Exibição original       | Audiência (milhões)     |
| --- | ------------ | --------------------------- | ------------------- | ----------------------------------- | ----------------------- | ----------------------- |
| 281 | 1            | "Sujeito 17"                | Dennis Smith        | R. Scott Gemmill                    | 10 de outubro de 2021   | 5,85                    |
| Enquanto Callen suspeita que Hetty guarda segredos sobre seu passado e Joelle surge em sua busca para capturar Katya, NCIS deve rastrear um informante cuja vida está em perigo. Além disso, Kensi e Deeks trabalham para expandir sua família. |              |                             |                     |                                     |                         |                         |
| 282 | 2            | "Fukushu"                   | Dennis Smith        | Kyle Harimoto                       | 17 de outubro de 2021   | 5,62                    |
| NCIS leva o caso para o lado pessoal quando o pai de um oficial da LAPD, um amado veterano nipo-americano, é vítima de um crime de ódio cruel. |              |                             |                     |                                     |                         |                         |
| 283 | 3            | "Contratado"                | Eric Pot            | Frank militar                       | 24 de outubro de 2021   | 5,78                    |
| Sam e Kilbride entram em confronto quando um caso envolvendo um traficante de armas responsável pela matança de agentes do ATF os leva a um coronel bem relacionado e amigo de Kilbride, acusado de fornecer armas a grupos de milícias. Além disso, Kensi e Fátima vão disfarçados em uma clínica de reabilitação para questionar a namorada do traficante de armas. |              |                             |                     |                                     |                         |                         |
| 284 | 4            | "Desculpe por sua perda"    | Eric Pot            | Chad Mazero                         | 31 de outubro de 2021   | 5,07                    |
| Enquanto Callen continua caçando Katya, Kilbride alista NCIS para ajudar a encontrar um caminhão de armas roubadas. A tarefa se torna mais desafiadora quando seu suspeito, o filho de um chefe da máfia que eles acreditam estar planejando vendê-los, é encontrado morto.                                                                                           |              |                             |                     |                                     |                         |                         |
| 285 | 5            | "Dividido nós caímos"       | Terence Nightingall | Andrew Bartels                      | 7 de novembro de 2021   | 5,37                    |
| Quando uma missão do NCIS para proteger um agente secreto comprometido fica completamente de lado, os agentes são interrogados individualmente para descobrir o que realmente aconteceu. Além disso, Kilbride deve tomar uma decisão difícil. |              |                             |                     |                                     |                         |                         |
| 286 | 6            | "Pôr-do-sol"                | Suzanne Saltz       | Lee A. Carlisle                     | 21 de novembro de 2021  | 5,21                    |
| Sam negocia e Rountree vai disfarçado, quando um homem pega um ônibus cheio de reféns e ameaça explodi-lo, a menos que os crimes de guerra de sua filha sejam apurados postumamente. |              |                             |                     |                                     |                         |                         |
| 287 | 7            | "Soldado perdido"           | Daniela Ruah        | Indira Wilson                       | 2 de janeiro de 2022    | 5,17                    |
| NCIS investiga o aparente suicídio de um oficial de inteligência da Marinha que saltou para a morte após tomar LSD. Além disso, enquanto Kensi está fora, Deeks faz planos para refazer o quintal sem sua contribuição. |              |                             |                     |                                     |                         |                         |
| 288 | 8            | "Uma terra de lobos"        | Tawnia McKieman     | Justin Kohlas e Adam George Key     | 9 de janeiro de 2022    | 5,30                    |
| A equipe NCIS luta para encontrar Kensi, quando ela é atacada e sequestrada por um misterioso grupo de milícia enquanto ajuda um grupo de migrantes a cruzar a fronteira. |              |                             |                     |                                     |                         |                         |
| 289 | 9            | "Sob a influência"          | John P. Kousakis    | Anastasia Kousakis                  | 27 de fevereiro de 2022 | 5,53[carece de fontes?] |
| A equipe do NCIS ajuda um embaixador dos EUA a procurar sua filha desaparecida, Gia (Caitlin Carmichael), uma popular influenciadora de mídia social. Além disso, a Agente Aliyah De León retorna para apoiar a equipe com o caso. |              |                             |                     |                                     |                         |                         |
| 290 | 10           | "Onde reside a lealdade"    | Tawnia McKiernan    | Matt Klafter                        | 6 de março de 2022      | 5,45[carece de fontes?] |
| Quando um cientista civil que trabalhava com os fuzileiros navais é morto e sua tecnologia de radar avançada roubada, a equipe do NCIS deve se esforçar para encontrar a tecnologia ausente e o culpado. |              |                             |                     |                                     |                         |                         |
| 291 | 11           | "Todas as pequenas coisas"  | Terrence O'Hara     | R. Scott Gemmill                    | 13 de março de 2022     | 5,34[carece de fontes?] |
| Quando uma criança recém-nascida é encontrada abandonada em um navio da Marinha, Kensi e Deeks procuram a mãe a bordo antes que ela morra de complicações. Além disso, Nate (Peter Cambor) se encontra com o Almirante Kilbride e aprende sobre o projeto da CIA dos anos 70 e 80 envolvendo crianças.                                                                |              |                             |                     |                                     |                         |                         |
| 292 | 12           | "Murmuração"                | James Hanlon        | Samantha Chasse                     | 20 de março de 2022     | 5,60[carece de fontes?] |
| A equipe NCIS investiga uma aeronave não identificada que voa para o espaço aéreo dos EUA e colide com um avião da Marinha. Além disso, Deeks e Kensi começam a se preparar para sua inspeção de adoção. |              |                             |                     |                                     |                         |                         |
| 293 | 13           | "Bonafides"                 | Terrence O'Hara     | Kyle Harimoto                       | 27 de março de 2022     | 5,21[carece de fontes?] |
| Quando o parceiro do agente do DOJ Lance Hamilton é morto, Sam veste sua persona disfarçada anterior de "Switch" para encontrar o culpado. Além disso, Kensi, Deeks, Roundtree e Kilbride trabalham para pegar um engenheiro aeroespacial que roubou esquemas secretos da Marinha.                                                                                    |              |                             |                     |                                     |                         |                         |
| 294 | 14           | "A Caixa de Pandora"        | Daniela Ruah        | Chad Mazero & Lee A. Carlisle       | 27 de março de 2022     | 4,91[carece de fontes?] |
| NCIS investiga o roubo de um depósito de artes de alta qualidade disfarçando-se como potenciais compradores no mercado negro, para descobrir quem está por trás dos itens roubados. |              |                             |                     |                                     |                         |                         |
| 295 | 15           | "Percepção"                 | Benny Boom          | Faythallegrea Claude                | 10 de abril de 2022     | 5,26[carece de fontes?] |
| Rountree e sua irmã mais nova são parados pela polícia e tratados com severidade em um caso claro de discriminação racial. Além disso, NCIS investiga a morte de um fotógrafo da Marinha que foi designado para documentar a construção de uma nova estação de armas.                                                                                                 |              |                             |                     |                                     |                         |                         |
| 296 | 16           | "MWD"                       | Suzanne Saltz       | R. Scott Gemmill                    | 17 de abril de 2022     | 5,64                    |
| NCIS investiga o sequestro do Sargento Boomer, um cão de trabalho militar. Além disso, Sam procura vender seu barco para cuidar de seu pai que sofre de Alzheimer. |              |                             |                     |                                     |                         |                         |
| 297 | 17           | "Génesis"                   | John P. Kousakis    | Andrew Bartels                      | 24 de abril de 2022     | 5,65                    |
| A equipe do NCIS ajuda o oficial de inteligência naval Akhil Ali (Ashwin Gore) a localizar um colega que desapareceu enquanto recrutava ativos estrangeiros como potenciais fontes de inteligência. Além disso, Callen e o psicólogo Nate Getz (Peter Cambor) rastreiam um homem que Callen acredita estar presente em seu treinamento quando ele era jovem.          |              |                             |                     |                                     |                         |                         |
| 298 | 18           | "Difícil pelo dinheiro"     | Rick Tunell         | Matt Klafter & Indira Gibson Wilson | 1 de maio de 2022       | 5,21                    |
| NCIS investiga o assassinato de uma mulher empregada no programa de defesa antimísseis da Marinha e sua conexão com a tecnologia de mísseis da Marinha roubada. Além disso, um assistente social rigoroso estressa Deeks, e Sam discute a venda de seu barco. |              |                             |                     |                                     |                         |                         |
| 299 | 19           | "Viva Livre ou Morra de Pé" | Daniela Ruah        | Eric Christian Olsen                | 1 de maio de 2022       | 5,19                    |
| A equipe do NCIS trabalha com a agente da DEA Talia Del Campo (Mercedes Mason) para encontrar um denunciante desaparecido para testemunhar contra fabricantes de armas que comercializam para cartéis de drogas. |              |                             |                     |                                     |                         |                         |
| 300 | 20           | "Trabalho e família"        | Dennis Smith        | R. Scott Gemmill                    | 8 de maio de 2022       | 5,18                    |
| NCIS investiga depois que dois homens são explodidos por seus próprios explosivos enquanto tentavam invadir uma base militar. Além disso, Callen quer dar o próximo passo com Anna, e Sam vai morar com seu pai, Raymond (Richard Gant). Observação: Episódio 300 |              |                             |                     |                                     |                         |                         |
| 301 | 21           | "Na Toca do Coelho"         | Frank Militar       | Frank Militar                       | 15 de maio de 2022      | 5,33                    |
| A equipe NCIS deve encontrar rapidamente Callen depois que ele cai na armadilha de Katya usando o deepfake de Sam para coordenar um acordo de armas. |              |                             |                     |                                     |                         |                         |
| 302 | 22           | "Venham juntos"             | John P. Kousakis    | Kyle Harimoto                       | 22 de maio de 2022      | TBA                     |
| - A equipe NCIS procura uma equipe que rouba um cassino de Los Angeles com poder de nível militar. Além disso, Kensi e Deeks ouvem notícias emocionantes sobre a adoção, e Callen dá um grande passo em seu relacionamento com Anna. Observação: Final da temporada                                                                                                   |              |                             |                     |                                     |                         |                         |

## Produção
Em 23 de abril de 2021, NCIS: Los Angeles foi renovado para uma décima terceira temporada.
Gerald McRaney, que interpretou Hollace Kilbride como personagem recorrente, foi promovido a regular na série nesta temporada.